# Botnafjall
Botnafjall är ett berg i republiken Island. Det ligger i regionen Austurland, 300 km öster om huvudstaden Reykjavík. Toppen på Botnafjall är 455 meter över havet.